# 陽川區

行政區劃圖

陽川區（：／ Yangcheon gu */?）是大韓民國首都首爾特別市的一個區，SBS電視臺總部設於本區。

## 交通

### 鐵路
首爾交通公社
●首爾地鐵2號線新亭支線：新亭十字路口站 - 陽川區廳站
●首都圈電鐵5號線：新亭站 - 木洞站 - 梧木橋站
首尔市地铁9号线
●首爾地鐵9號線：新木洞站

## 事件
- 16个月领养儿童虐待致死事件